# ヘンリー・ステュアート (グロスター公)

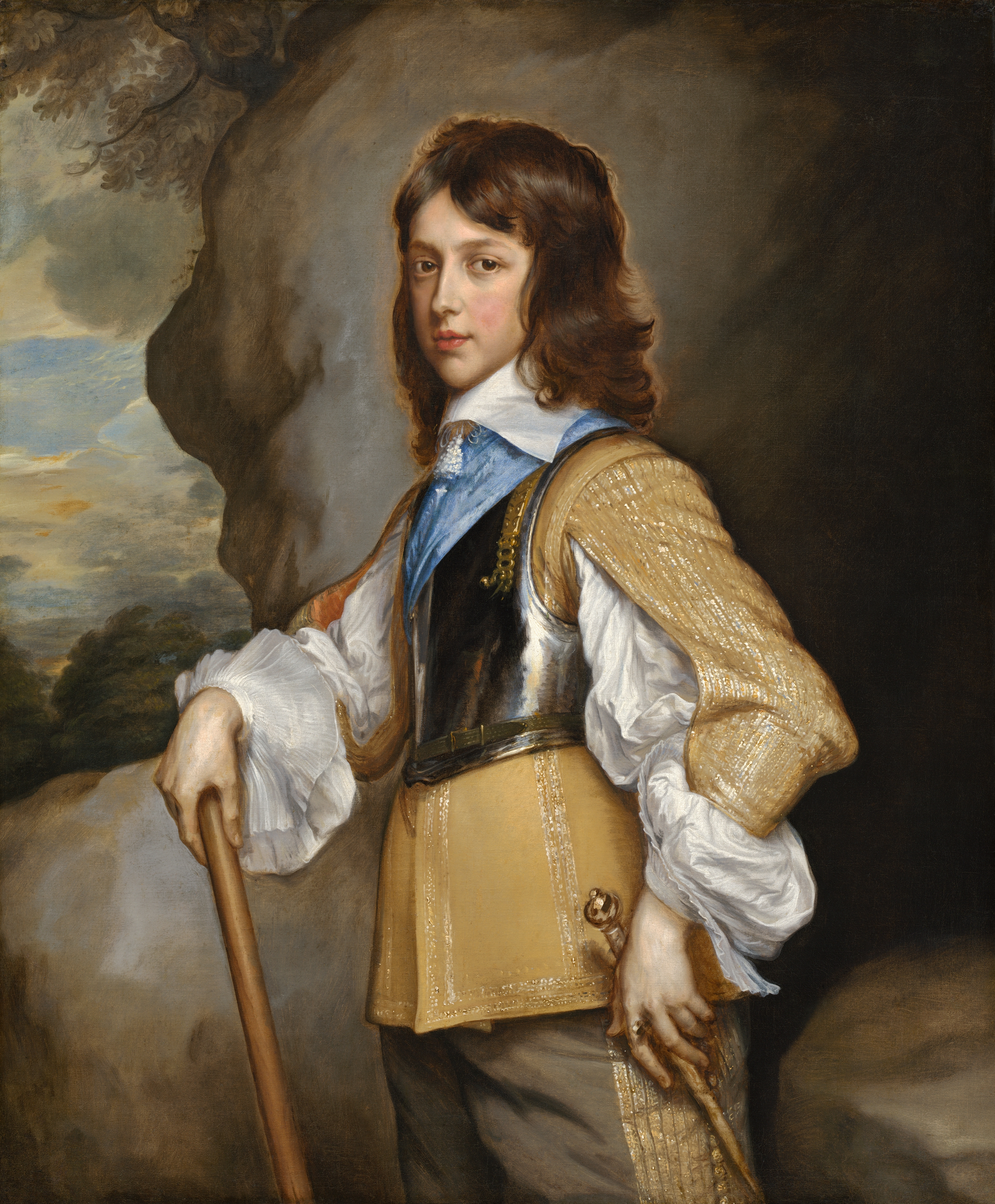
グロスター公ヘンリー・ステュアート（アドリアン・ハンネマン画、1653年頃）

グロスター公ヘンリー・ステュアート（英：Henry Stuart, Duke of Gloucester, 1640年7月8日 - 1660年9月13日）は、清教徒革命（イングランド内戦）期から王政復古期のステュアート朝イングランドおよびスコットランド王族。父は国王チャールズ1世、母は王妃ヘンリエッタ・マリア・オブ・フランス。1659年にグロスター公、ケンブリッジ伯に叙爵された。

## 生涯
1640年、チャールズ1世とヘンリエッタ・マリア夫妻の四男として生まれた。兄にチャールズ2世・ジェームズ2世、姉にオラニエ公（オランダ総督）ウィレム2世妃メアリー・ヘンリエッタ、エリザベス、妹にオルレアン公フィリップ1世妃ヘンリエッタ・アンがいる。フランス王ルイ14世は母方の従兄で、イングランド王兼オランダ総督ウィリアム3世は甥に当たる。
1642年に長期議会と衝突した父は、母や他の兄弟を連れて不穏なロンドンを脱出したが、わずか2歳のヘンリーは次姉エリザベスと共にセント・ジェームズ宮殿に残された。それが災いし、第一次イングランド内戦では議会派に姉共々人質に取られ、ノーサンバランド伯アルジャーノン・パーシーに養育された。その際、将来議会はチャールズ1世を廃位させヘンリーを次の国王に擁立、ノーサンバランド伯を摂政に任命するとの噂が流れた。
1646年に内戦が議会派勝利に終わると、オックスフォードからセント・ジェームズ宮殿へ送られた次兄ジェームズと共に人質生活を続け、時折次期国王擁立の噂が流れたが、ワイト島・カリスブルック城で軟禁され次姉が1650年に死亡、1652年にヘンリーを持て余したイングランド共和国により釈放された。長姉メアリー・ヘンリエッタが嫁いだオランダへ送られ、そこから長兄チャールズ・次兄ジェームズが亡命していたフランス・パリへ行き、母や妹ヘンリエッタ・アンにも出会い、兄弟姉妹はパリで初めて顔を揃えた。
1654年に母からカトリック改宗を持ちかけられると拒否、長兄が移住したドイツ（神聖ローマ帝国）のケルンへ同じく移住した。1658年に次兄やコンデ公ルイ2世と共にスペイン軍に参戦、砂丘の戦いで敗れ、危うく捕虜になるところを脱出した。1660年に王政復古の準備が整うとイングランドからの迎えの艦隊に乗り込み、他の兄弟達と共にイングランドへ帰国した。5月29日にロンドンへ戻り王政復古を迎えたが、9月13日に天然痘のため20歳の若さで急死した。